# Károly Grósz
Károly Grósz (1. srpna 1930 Miskolc – 7. ledna 1996 Gödöllő) byl maďarský komunistický politik. V letech 1988–1989 byl nejvyšším vůdcem (generálním tajemníkem) Maďarské socialistické dělnické strany, hegemonní síly komunistického režimu v Maďarsku. V letech 1987–1988 byl předsedou maďarské vlády. Byl symbolem maďarské perestrojky, ale nakonec ho převálcovaly mnohem reformnější síly uvnitř vlastní strany.

## Život
V roce 1945, ve věku 14 let, vstoupil do Maďarské komunistické strany (když komunisté v roce 1948 převzali absolutní moc, zfúzovala se sociální demokracií do Maďarské strany pracujících, po povstání v roce 1956 byla nahrazena novou Maďarskou socialistickou dělnickou stranou). Původním povoláním byl sazeč, vykonával ho v letech 1946-1948. Během povstání roku 1956 se Grósz postavil na prosovětskou stranu, z titulu funkce vedoucího odboru agitace a propagandy Maďarské strany pracujícících župy Borsod-Abaúj-Zemplén zakázal místním časopisům zpravodajství o událostech a přinutil odstranit Kossuthův erb z hlavičky místních novin Észak-Magyarország. V roce 1974 byl jmenován vedoucím celostranického odboru agitace a propagandy. Roku 1979 byl zvolen krajským (župním) tajemníkem. V roce 1984 se stal šéfem stranického výboru v Budapešti.
Na sjezdu strany v roce 1985 se stal členem politbyra, tedy nejužšího vedení. V roce 1987 byl jmenován premiérem (předsedou Rady ministrů Maďarské lidové republiky), což byla druhá nejmocnější funkce po generálním tajemníkovi strany. Jeho jmenování bylo vnímáno jako významný perestrojkový akt v Maďarsku. Rok poté rezignoval na post vůdce strany János Kádár a Grósz - na Kádárovo doporučení - převzal 22. května 1988 jeho místo (předsedou vlády zůstal až do 24. listopadu 1988). Na pozici nejmocnějšího muže v zemi pak prosazoval umírněné politické a ekonomické reformy, které s oblibou nazýval „modelovou změnou“ (čímž mínil, že jde o reformy, které mají zachovat základní společenský model). Maďarská komunistická strana však byla specifická tím, že v ní existovala frakce mnohem radikálnějších reformátorů, která s korozí sovětské moci stále sílila (Miklós Németh, Rezső Nyers, Gyula Horn, Imre Pozsgay). Grósz byl stále více odsouván na vedlejší kolej a stále více se snažil radikálům čelit a brzdit jimi protlačované reformy. Postavil se proti rehabilitaci popraveného Imre Nagye, hrdiny revoluce z roku 1956. Aby zabránil Nagyově politické rehabilitaci, přednesl Grósz 1. září 1989 projev před ústředním výborem strany, kde poskytl údajné důkazy o vazbách bývalého premiéra na NKVD. Výbor se však rozhodl, že zprávu nezveřejní. To bylo vnímáno jako signál Grószovy slábnoucí pozice. Jeho osud byl zpečetěn, když souhlasil se schůzkou s rumunským vůdcem Nicolae Ceaușescuem, aby prodiskutovali, co dělat s velkým počtem etnických Maďarů, kteří uprchli z Rumunska. Oficiálně zůstal generálním tajemníkem až do 7. října, kdy se strana reorganizovala na Maďarskou socialistickou stranu, tedy přijala sociálnědemokratický program. Tomu se Grósz snažil do posledních chvil zabránit. Nicméně ve finále jeho mandátu už nebyl nejmocnějším mužem ve straně, fakticky ho v té době již zastiňoval Rezső Nyers.
V prosinci 1989 se Grószova levá frakce odtrhla a založila novou Maďarskou socialistickou dělnickou stranu s Grószem jako jejím prvním úřadujícím předsedou (později byla přejmenovaná na Maďarskou dělnickou stranu). V prvních parlamentní volbách na jaře 1990 však propadla (získala jen 2,65% hlasů) a nedostala se do parlamentu. V politickém systému demokratického režimu již nesehrála žádnou roli. Grósz se stáhl do ústraní a v lednu 1996 zemřel na rakovinu ledvin.